# Vasile Iovv
Vasile Iovv (n. 26 decembrie 1942, Corjova, Dubăsari) este un deputat moldovean în Parlamentul Republicii Moldova, ales în Legislatura 2005-2009 pe listele Partidului Comuniștilor.

## Studii
A absolvit Institutul Tehnologic din Kiev, Academia de Științe Sociale din Moscova, doctor în economie

## Carieră
- lăcătuș,
- inginer,
- locțiitor al inginerului-șef la combinate de producere a zahărului din Bălți,
- director al combinatului de producere a zahărului, alcoolului etilic și a votcăi din Bălți,
- vicepreședinte, apoi și președinte al executivului orășenesc Bălți, inspector al CC al PCM,
- prim-secretar al comitetului orășenesc de partid din Bălți,
- secretar al CC al PCM,
- consultant principal al CC al PC al URSS,
- director al Centrului de cercetări științifice și de producție al Asociației Industriale de Zahăr din Moldova,
- șef birou economico-comercial al ambasadei Republicii Moldova în Federația Rusă,
- ministru al transporturilor și gospodăriei drumurilor al Republicii Moldova,
- prim-viceprim-ministru al Republicii Moldova.

## Activitatea politică
Vasile Iovv a fost deputat în Sovietul Suprem al RSSM de legislaturile X-XI, membru al Prezidiului Sovietului Suprem al RSSM și deputat în Parlamentul Republicii Moldova de legislaturile XII-XVIII. În prezent este membru al PCRM.